# Starzawa (rejon starosamborski)
Starzawa (ukr. Старява) – wieś na Ukrainie, nad rzeką Strwiąż, ok. 8 km na zachód od Dobromila, 24 km od Przemyśla, do Stryja 120 km, rejon samborski (wcześniej rejon starosamborski). Liczy około 1403 mieszkańców. Pierwsza wzmianka o wsi pochodzi z 1374. 
W roku 1880 było 732 mieszkańców oraz 132 domy. Od 1872 przez wieś przechodzi linia kolejowa, znajduje się tutaj stacja kolejowa. 
W 1921 wieś liczyła około 1294 mieszkańców. W II Rzeczypospolitej wieś  powiecie dobromilskim województwa lwowskiego. W latach 1934–1939 siedziba gminy Starzawa. W 1944 nacjonaliści ukraińscy z OUN-UPA zamordowali tutaj 6 Polaków.
9 sierpnia 1944 wieś została zajęta przez wojska radzieckie.

## Ważniejsze obiekty
- Cerkiew greckokatolicka

## Transport
We wsi znajduje się drogowe polsko-ukraińskie przejście graniczne w kierunku Felsztyna, Sambora, Dobromila i dalej do Lwowa. Linia kolejowa Sanok - Chyrów przecina na terenie wsi granicę państwową.